# San Antonio Chuyipá
San Antonio Chuyipá är en ort i Mexiko.   Den ligger i kommunen Palenque och delstaten Chiapas, i den sydöstra delen av landet, 800 km öster om huvudstaden Mexico City. San Antonio Chuyipá ligger 43 meter över havet och antalet invånare är 211.
Terrängen runt San Antonio Chuyipá är platt. Runt San Antonio Chuyipá är det ganska glesbefolkat, med 34 invånare per kvadratkilometer. Närmaste större samhälle är Palenque, 14,4 km sydväst om San Antonio Chuyipá. Omgivningarna runt San Antonio Chuyipá är en mosaik av jordbruksmark och naturlig växtlighet.